# Граф Сэндвич
Граф Сэндвич — дворянский титул пэра Англии, номинально связанный с Сэндвичем в графстве Кент. Титул был создан в 1660 году для выдающегося флотоводца адмирала сэра Эдварда Монтегю (1625—1672). Он также получил титулы барона Монтегю из Сент-Неотса в графстве Хантингдон и виконта Хинчинбрука (пэрство Англии). Старший сын и наследник графа обычно носит титул виконта Хичинбрука. Лорд Эдвард Монтегю был сыном сэра Сидни Монтегю, младшего брата Генри Монтегю, 1-го графа Манчестера (родоначальника герцогов Манчестер) и Эдварда Монтегю, 1-го барона Монтегю из Боутона (родоначальника герцогов Монтегю).

## История
В 1672 году ему наследовал сын Эдвард Монтегю, 2-й граф Сэндвич (1647/1648 — 1688). Он кратко представлял Дувр в Палате общин (1670—1672), служил послом в Португалии и лордом-лейтенантом Хантингдоншира и Кембриджшира.
Его правнук Джон Монтегю, 4-й граф Сэндвич (1718—1792), был крупным государственным деятелем и служил в качестве Первого лорда Адмиралтейства и Государственного секретаря Северного департамента. В честь лорда Сэндвича были названы Сандвичевы острова, открытые мореплавателем Джеймсом Куком, и пищевой продукт — сэндвич.
Ему наследовал его сын, Джон Монтегю, 5-й граф Сэндвич (1744—1814) был членом Палаты общин от Бракли и Хантингдоншира, а также служил вице-камергером королевского двора и егермейстера королевского двора (Master of the Buckhounds). Его сын, Джордж Джон Монтегю, 6-й граф Сэндвич (1773—1818), представлял Хантингдоншир в Палате общин (1794—1801, 1801—1814).
После его смерти в 1818 году титулы унаследовал его сын, Джон Монтегю, 7-й граф Сэндвич (1811—1884). Занимал должности капитана Корпуса офицеров почётного эскорта (1852), егермейстера королевского двора (Master of the Buckhounds) (1858—1859) и лорда-лейтенанта Хантингдоншира (1841—1884). Его старший сын, Эдвард Джон Генри Монтегю, 8-й граф Сэндвич (1839—1916), заседал в Палате общин от Хантингдона (1876—1884) и служил лордом-лейтенантом Хантингдоншира (1891—1916).
Ему наследовал племянник, Джордж Чарльз Монтегю, 9-й граф Сэндвич (1874—1962), сын контр-адмирала Виктора Александра Монтегю, второго сына 7-го графа Сэндвича. Лорд Сэндвич был депутатом Палаты общин от Хантингдона (1900—1906) и лордом-лейтенантом графства Хантингдоншир (1922—1946).
Его сын, Виктор Монтегю, 10-й граф Сэндвич (1906—1995), представлял Южный Дорсет в Палате общин (1941—1962), когда после смерти отца унаследовал титул графа и оставил своё кресло в Палате общин, чтобы заседать в Палате лордов. В 1964 году он выступил против закона о пэрах 1963 года, но так и не смог избраться в Палату общин.
В 1995 году титулы унаследовал его старший сын, Джон Монтегю, 11-й граф Сэндвич (1943—2025). Он являлся одним из 90 избираемых наследственных пэров, которые сохранили свои места в Палате лордов после принятия закона 1999 года. Являлся независимым или беспартийным пэром (Crossbencher).
На 2025 год держателем титула является Люк Тимоти Чарльз Монтегю, 12-й граф Сэндвич (род. 1969), который наследовал отцу в 2025 году.
Родовая резиденция находится в Маппертоне в графстве Дорсет. С 17-го века до 1960-х годов семья также владела имением Хинчингбрук-хаус в графстве Хантингдоншир, от которого происходит титул виконта Хинчинбрука.

## Графы Сэндвич (1660)
- 1660—1672: Эдвард Монтегю, 1-й граф Сэндвич (27 июня 1625 — 28 мая 1672), сын сэра Сиднея Монтегю (ум. 1644);
- 1672—1688: Монтегю, Эдвард, 2-й граф Сэндвич (3 января 1647 — 29 ноября 1688), старший сын предыдущего;
- 1688—1729: Монтегю, Эдвард, 3-й граф Сэндвич (10 апреля 1670 — 20 октября 1729), старший сын предыдущего;
  - Эдвард Ричард Монтегю, виконт Хинчинбрук (7 июля 1692 — 3 октября 1722), единственный сын предыдущего;
- 1729—1792: Джон Монтегю, 4-й граф Сэндвич (13 ноября 1718 — 30 апреля 1792), сын предыдущего и внук 3-го графа Сэндвича;
- 1792—1814: Джон Монтегю, 5-й граф Сэндвич (26 января 1744 — 6 июня 1814), старший сын предыдущего;
- 1814—1818: Джордж Джон Монтегю, 6-й граф Сэндвич (4 февраля 1773 — 21 мая 1818), старший сын предыдущего от 2-го брака;
- 1818—1884: Джон Уильям Монтегю, 7-й граф Сэндвич (8 ноября 1811 — 3 марта 1884), единственный сын предыдущего;
- 1884—1916: Эдвард Джордж Генри Монтегю, 8-й граф Сэндвич (13 июля 1839 — 26 июня 1916), старший сын предыдущего;
- 1916—1962: Джордж Чарльз Монтегю, 9-й граф Сэндвич (29 декабря 1874 — 15 июня 1962), сын лорда Виктора Александра Монтегю (1841—1915) и внук 7-го графа Сэндвича;
- 1962—1995: Александр Виктор Эдвард Монтегю, 10-й граф Сэндвич (22 мая 1906 — 25 февраля 1995), старший сын 9-го графа Сэндвича;
- 1995—2025: Джон Холлистер Эдвард Монтегю, 11-й граф Сэндвич (11 апреля 1943 — 1 февраля 2025), старший сын предыдущего;
- 2025 — настоящее время: Люк Тимоти Чарльз Монтегю, 12-й граф Сэндвич (род. 5 декабря 1969 года), старший сын Джона Монтегю, 11-го графа Сэндвича, и Кэролайн Хейман. Лорд Хинчинбурк женился на Джули Фишер 11 июня 2004 года. Она появилась на телевизионном шоу «Ladies of London» в 2014 году; 
  - Наследник: Уильям Монтегю Джеймс Хейман, виконт Хинчинбрук (род. 2 ноября 2004 года), их старший сын.